# 黄莺 (1939年)
黄莺（1939年—），女，江苏省江阴县人，中国政治人物。曾任共青团陕西省委书记，陕西省轻工业厅厅长等职。

## 生平
1956年3月参加工作。1959年加入中国共产党。1959年6月至1973年9月，历任陕西户县热电厂团委干事、团委副书记、燃运分场党支部书记。1973年9月至1980年9月，历任略阳发电厂团委书记、革委会副主任、党委副书记、书记。1980年9月至1981年12月，任秦岭发电厂党委书记。1981年8月至1982年6月，任共青团陕西省委副书记。1982年6月至1985年1月，任共青团陕西省委书记。1985年5月至1999年12月，历任陕西省轻工业厅厅长，西北电业管理局副局长，西北电力集团公司副总经理等职。1999年12月退休。